# Succowia balearica
Succowia es un género monotípico de fanerógamas perteneciente a la familia Brassicaceae. Su única especie: Succowia balearica es originaria de las costas del Mediterráneo occidental.

## Descripción
Tiene tallos que alcanzan un tamaño de 20-70 cm de altura, flexuosos, ligeramente volubles, ramificados, subglabrescentes. Hojas inferiores pecioladas, de bipinnatipartidas a bipinnatisectas; las superiores más cortamente pecioladas, pinnatipartidas, con 2-3 pares de segmentos laterales. Las inflorescencias en racimos con 10-40 flores, laxos. Pedicelos de 3 mm en la antesis, de 4,5 mm en la fructificación. Sépalos de 3,5-4 mm. Pétalos de 7-10 mm. Silículas de 3-5 mm de diámetro, con valvas hemisféricas cubiertas de espinas cónicas de 1-3 mm; estilo de 4-8 mm. Semillas de 2-2,5 mm, pardas. Tiene un número de cromosomas de 2n = 36. Florece de febrero a mayo.

## Distribución y hábitat
Se encuentra en herbazales nitrificados, taludes, repisas o base de roquedos umbrosos y con humedad primaveral asegurada; a una altitud de 0-600 metros en el Sur de Europa y NW de África. E y S de la península ibérica, Islas Baleares.

## Protección legal
En Andalucía está incluida en la Lista roja de la flora vascular de Andalucía, con la calificación de “Vulnerable”. En la Región de Murcia su calificación es también de vulnerable.

## Taxonomía
Succowia balearica fue descrita por  (L.) Medik. y publicado en Pfl.-Gatt. 1: 65. 1792
Sinonimia
- Biscutella balearia L'Hér. ex DC.
- Bunias balearica L.
- Myagrum balearicum (L.) Lam.
- Succowia echinata Moench[4]